# هاوک‌من (کاتار هول)

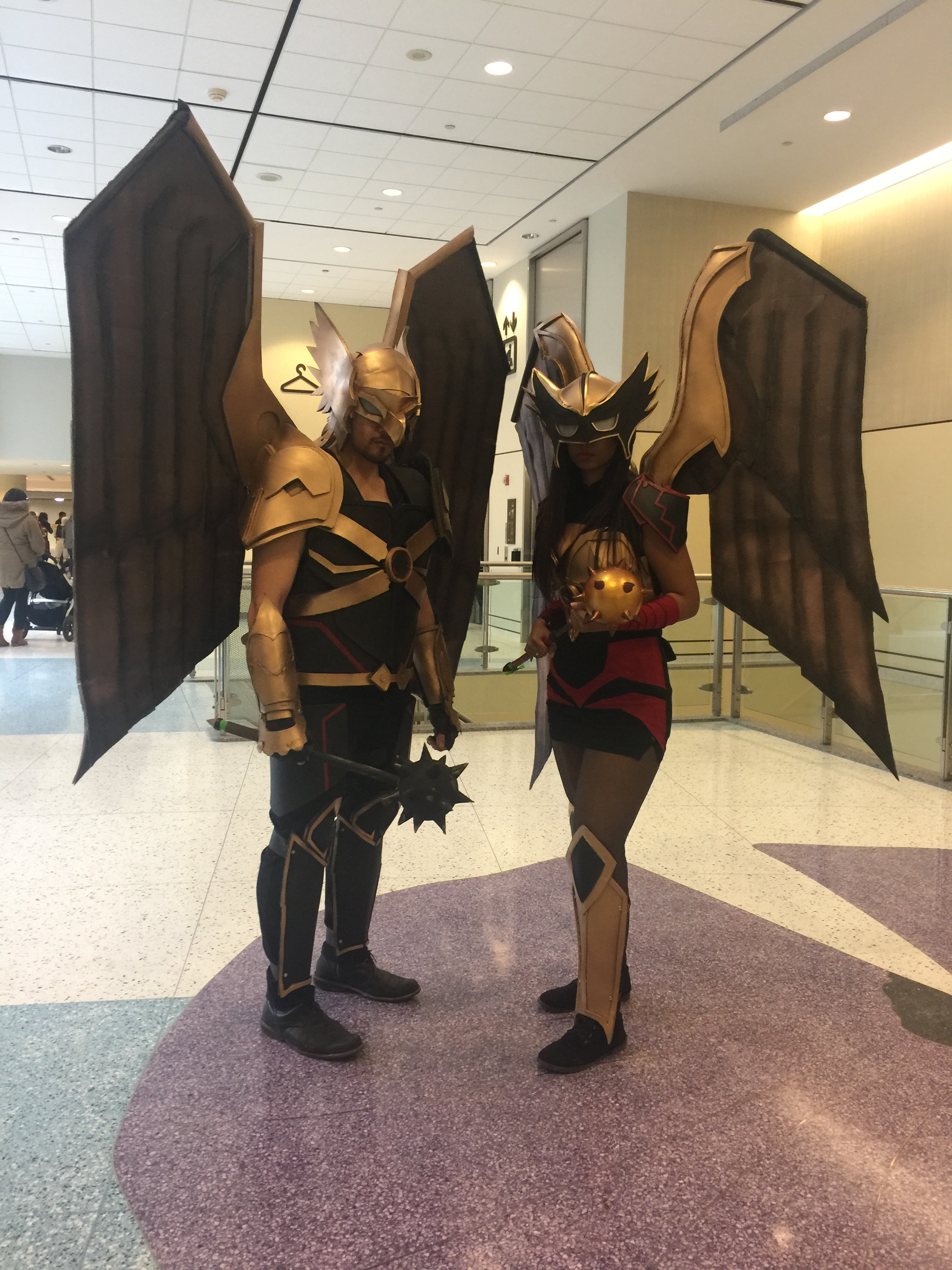
هاوک من در کنار هاوک گرل

هاوک من (به انگلیسی: Hawkman)یک شخصیت خیالی قهرمان است که در کتب کامیک دی سی کمیک وجود دارد؛ و برای اولین بار، در شمارهٔ ۳۴ مجلهٔ کمیک‌های شجاع و برجسته (The Brave and the Bold # 34) در مارس ۱۹۶۱ معرفی شد.

## منابع

عکس هاوک من